# Hossein Alizadeh
Hossein Alizadeh (Tabriz, 24 de janeiro de 1988) é um ciclista profissional iraniano que corre atualmente na equipa asiática Foolad Mobarakeh Sepahan.
Depois de destacar em 2007 e 2008 em algumas carreiras de profissionais do Irão sendo ainda amador em 2009 estreiou como profissional na equipa iraniana do Azad University Iran onde esteve até ao mês de maio desse ano ainda que não destacou especialmente. Ainda assim ao ano seguinte foi contratado pela melhor equipa iraniana, a Tabriz Petrochemical Cycling Team, onde conseguiu as suas primeiras vitórias no Tour de Java Oriental. Dois anos depois conseguiu fazer-se com o UCI Asia Tour depois de ganhar o Campeonato do Irão em Estrada e a Volta ao Lago Qinghai.

## Palmarés
2010
- Tour de Java Oriental

2012
- Campeonato do Irão em Estrada
- Volta ao Lago Qinghai
- Tour de Brunei, mais 2 etapas
- UCI Asia Tour

2014
- 1 etapa do Tour de Singkarak

## Equipas
- Azad University Iran (2009[3])
- Tabriz Petrochemical Team (2010-2012)
  - Tabriz Petrochemical Cycling Team (2010)
  - Tabriz Petrochemical Team (2011-2012)
- Amore & Vita (2013)
- Tabriz Shahrdari (2014-2015[4])
  - Tabriz Shahrdari Ranking (2014)
  - Tabriz Shahrdari Team (2015)
- RTS (2015[5]-2016)
  - RTS-Santic Racing Team (2015)
  - RTS-Monton Racing (2016)
- Foolad Mobarakeh Sepahan (2019[6]-)